# Charles Ericksen
Karl Fredrik "Charles" Ericksen (født 20. juni 1875 i Tønsberg, død 23. februar 1916 i Brooklyn) var en norsk bryder, som deltog i OL 1904 i St. Louis, hvor han stillede op for USA.
Ericksen stillede ved legene i 1904 op i brydning, fri stil i weltervægt, hvor der ti deltagere, alle fra USA. Ericksen besejrede i kvartfinalen Jerry Winholtz og i semifinalen William Hennessy, hvorpå han i finalen stod over for Bill Beckman, Ericksen sejrede på point og fik dermed guld, mens Beckman blev toer og Winholtz treer.
Han blev amerikansk statsborger i 1905. Han var aktiv inden for sportsadministration og var ved sin død i 1916 formand for Scandinavian-American Athletic League.